# هشام يانس
هشام يانس (21 مايو 1946 - 22 ديسمبر 2024)، هو ممثل وكاتب أردني، ولد في يافا بفلسطين.

## حياته
تخرج من كلية الحقوق في مصر، وأنهى دراسة الماجستير في العلوم السياسية عام 2007 من الجامعة الأردنية وقدم بحثا بعنوان « تقييم معاهدة السلام الأردنية الإسرائيلية».
اشتهر وكان لا يزال على مقاعد الدراسة بتقليد الشخصيات العامة وخاصة الفنانيين ورؤساء الدول فقد قلد الملك الحسين، ياسر عرفات، صدام حسين، معمر القذافي، جمال عبد الناصر، محمد أنور السادات، الحبيب بورقيبة، محمد متولي الشعراوي، وغيرهم. وشارك في العديد المسرحيات على خشبة مسرح الاوبرا ومنها: «الرجل القذر» للكاتب الإيرلندي برنارد شو، و «كلهم أولادي» للامريكي آرثر ميلر.
عمل في التأليف الدرامي والتمثيل الاذاعي والمسرحي، وعيّن مخرجاً ومنتجاً في الإذاعة الأردنية، انتقل للعمل في هيئة الإذاعة البريطانية وقدم نصوصا تمثيلية عُرفت باسم (الرجل الطيب). كتب ما لا يقل عن 82 مسلسلا تلفزيونيا و15 مسرحية سياسية، أشهرها «نظام عالمي جديد» بالإشتراك مع أمل الدباس ونبيل صوالحه، ومسرحيات : «مؤتمر قمة عرب»»، «السلام يا سلام»، «التطبيع»، «أهلا حكومة»، «الحصار اللي صار»، «الصدمة»، «صدام»، و«أكوي».
أسس أول مسرح مدرسي في أبو ظبي بدأه بمسرحية (احمد بن ماجد) كما عمل في كل من امارة ابوظبي ودولة قطر كمراجع للنصوص التلفزيونية ومشرف على المسارح المدرسية هناك. عاد لاحقا واستقر في عمان وتفرغ لمهنة الكتابة، وكتب العشرات من المسلسلات الاذاعية والتلفزيونية من اهمها : تل الفخار، النشامي يا بحر، الكنز، الظاهر بيبرس، وغيرها.
في الثمانينات قدم المسلسل التعليمي (المناهل) الذي حقق شهرة عربية واسعة، انتسب إلى رابطة الكتاب الأردنيين ونقابة الفنانين ولكن عضويته علقت فيها لأسباب سياسية. قدم عددًا من الأغاني لبعض المطربين الأردنيين والعرب مثل: أم كلثوم، محمد عبدالوهاب، فريد الأطرش، صباح، سميرة توفيق، محرم فؤاد، سلوى، توفيق النمري، إسماعيل خضر، وديع الصافي، شادية، ناظم الغزالي، صباح فخري، محمد عبده، وغيرهم.
في عام 2007 تعرض لجلطة دماغية أقعدته الفراش.

## الجدل
في حوار سابق معه لم ينفي زيارته لإسرائيل فيقول «زرت فلسطين، وهي وطني، فقد عشت في مخيم فلسطيني وترسخت في ذاكرتي آلام أمتي، أما ما تردد عن زيارتي لقبر إسحاق رابين فقد كان تضخيما من قبل الصحافة ومنافيا للوقائع الحقيقية». مما دعا لجنة مقاومة التطبيع النقابية لرفض منحه وسامًا وعللت ذلك قائلة: «ونظرا لتاريخ  الفنان المذكور في التطبيع مع الكيان الصهيوني ، وبغض النظر عن مدى  ابداعه الفني، اضافة إلى انه سبق وقد منح وساما تقديريا ، في حين ان فنانين اخرين مماثلين في المستوى ما زالوا ينتظرون تقديرا».

## جوائز
- وسام الاستقلال من الدرجة الأولى.[2]
- وسام الحسين للعطاء المتميز من الدرجة الثانية من الملك عبد الله الثاني.[4]

## وفاته
توفي يوم الأحد 22 ديسمبر 2024 عن ثمانيةٍ وسبعين عاماً بعد صراع طويل مع المرض.